# یاسین الخروبی
یاسین الخروبی (انگلیسی: Yassine El Kharroubi؛ زادهٔ ۲۹ مارس ۱۹۹۰) بازیکن فوتبال اهل مراکش است.
از باشگاه‌هایی که در آن بازی کرده‌است می‌توان به باشگاه ورزشی مغرب فاسی، باشگاه فوتبال گنگام، و باشگاه فوتبال راپید بخارست اشاره کرد.
وی همچنین در تیم‌های ملی فوتبال زیر ۲۳ سال مراکش و مراکش بازی کرده‌است.